# Carmen Cereceda
Carmen Cereceda Bianchi (Chile, 1926) es una artista chilena, especialista en pintura mural que ha sido clasificada en el género de “realismo mágico”. Ha creado numerosos murales en distintos países, como en Chile, Canadá, Ciudad de México y San Miguel Allende. 

## Biografía

### Infancia y juventud
Nació en Chile en el seno de una familia reconocida de diplomáticos, fue hija de Lilia Bianchi Gundián y hermana de la antropóloga y etnóloga Verónica Cereceda.
Por ello, en su infancia y juventud su casa fungió como centro de reunión de grandes e importantes artistas como Pablo Neruda, Gabriela Mistral, Jiddu Krishnamurti.

### Carrera Profesional
Desde años muy tempranos ella mostró dotes artísticas que la llevaron a estudiar arte en la Escuela de Bellas Artes de la Universidad de Chile, en el Instituto Politécnico Nacional de México –en el taller de investigación para el mural- y en la Escuela de Bellas Artes de Roma, Italia, donde tomó un curso de composición.
Fue ayudante en el taller del muralista mexicano Diego Rivera y amiga cercana de David Alfaro Siqueiros. Después asistió a la Academia de Artistas de Berlín, Alemania, donde estudió litografía con el maestro Arno Mohr. Posteriormente, impartió clases durante 17 años en el Colegio de Artes de Ontario, Canadá; en las asignaturas de dibujo, composición, pintura mural y técnicas materiales.
Ha realizado exhibiciones individuales en Chile, España, Brasil, Rusia, Argelia, Canadá y México; y ha elaborado murales en Chile, Cuba, Canadá y México. Entre sus obras más reconocidas están los murales Homenaje a las Artes y Allende y el pueblo Insurgente en San Miguel de Allende y Altares de la Patria realizado en la SAGARPA de CDMX.
Su camino como artista ha ido de la mano al de su senda espiritual. Su gurú y maestro fue Kirpal Singh, quien fue un reconocido gurú de la India. Como artista, Carmen busca trasmitir estos valores espirituales afianzándolos con el “realismo mágico” latinoamericano.

## Obra Mural
- Los hombres de Chile (Chile, 1942).
- Mother Earth (Ontario, Canadá).[9]
- Rito de creación (San Miguel Allende, Ciudad de México).
- Altares de la Patria (SAGARPA, 2014).[1][10]